# Brlošci
Brlošci är en ort i Bosnien och Hercegovina. Den ligger i den centrala delen av landet, 60 km nordost om huvudstaden Sarajevo. Brlošci ligger 515 meter över havet och antalet invånare är 451.
Terrängen runt Brlošci är huvudsakligen kuperad. Brlošci ligger nere i en dal. Närmaste större samhälle är Živinice, 19,1 km norr om Brlošci. 
I omgivningarna runt Brlošci växer i huvudsak lövfällande lövskog. Runt Brlošci är det ganska tätbefolkat, med 86 invånare per kvadratkilometer.